# 加拿大—馬達加斯加關係
加拿大－馬達加斯加關係是指加拿大与马达加斯加共和国之间的外交关系。两国目前均为法语国家及地区国际组织和联合国的成员。

## 政治概况

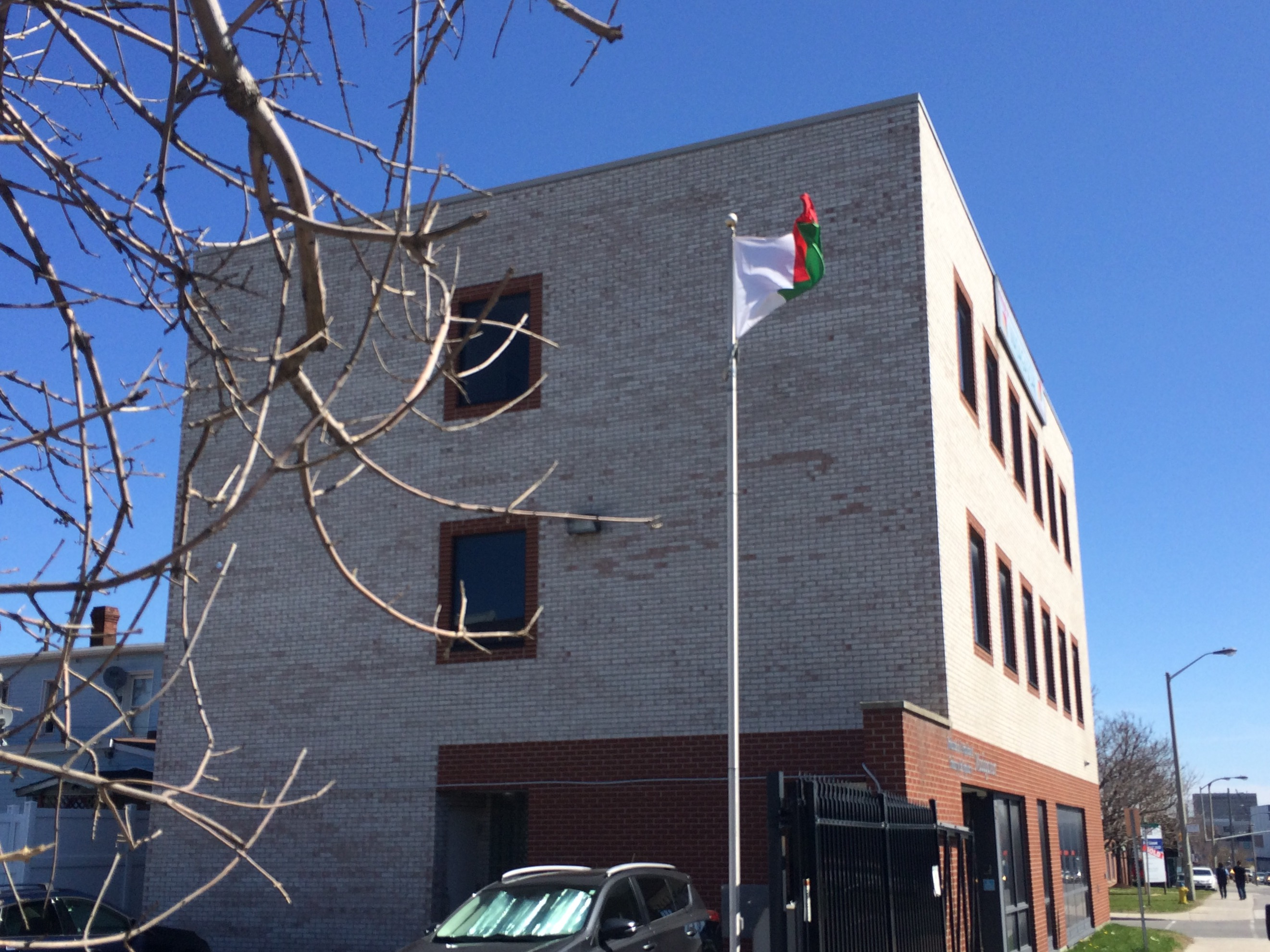
马达加斯加驻加拿大大使馆

加拿大和马达加斯加均曾經為法蘭西殖民帝國的一部分，17世纪即有来自马达加斯加的奴隶奥利弗·热纳被贩卖到新法兰西魁北克地区。在第二次世界大战的法國戰役期间，加拿大与马达加斯加均派军队参加了同盟国方对纳粹德国等的战争。加拿大在马达加斯加独立后第五年承认马达加斯加并建交。马达加斯加在渥太华设立有该国在西半球唯二的大使馆。而加拿大尚未在马达加斯加开设大使馆，加拿大对马达加斯加的相关事务由加拿大驻南非高级专员公署兼轄。
1987年9月，第二届法文國家峰會在加拿大魁北克市召開，马达加斯加总统迪迪安·拉齊拉卡出席并会见了加拿大总理马丁·布赖恩·马尔罗尼，1999年，第八届法文國家峰會在加拿大蒙克顿召開，拉齊拉卡再次出席并会见了加拿大总理让·克雷蒂安。
2009年，馬達加斯加发生了政治危機，加拿大政府谴责了马达加斯加軍方的介入行为。2014年，埃里·拉乔纳里马曼皮亚尼纳当选为马达加斯加总统，马达加斯加恢复秩序，同年，加拿大-非洲议会协会代表团访问了马达加斯加。
2016年，第16届法文國家峰會在马达加斯加首都安塔那那利佛召開，加拿大总理賈斯汀·杜魯多出席并会见了马达加斯加总统拉乔纳里马曼皮亚尼纳。期间，两国政府首脑讨论了签署避免双重征税协定相关的事宜。

## 经贸关系
2018年，加拿大与马达加斯加的双边贸易额达到1.486亿美元，其中加拿大向马达加斯加出口了约1700万美元，加拿大主要出口核機械設備、繊維製品、電气機械設備、乾燥豆类等产品，马达加斯加则主要向加拿大出口梭織服裝、干鱼、香莢蘭、咖啡、香料及钛矿。加拿大企业谢里特国际公司也曾经在马达加斯加穆拉曼加的安巴托维矿山开采镍矿，直到2021年被移交给日本企业住友商事运营。